# Nigel Williams
Nigel Williams, född 20 januari 1948 i Cheadle i Greater Manchester, är en brittisk romanförfattare, dramatiker och manusförfattare.

## Biografi
Nigel Williams är utbildad vid Oriel College vid University of Oxford. Debutromanen My Life Closed Twice från 1977 vann året därpå Somerset Maugham Award.
Genombrottspjäsen Class Enemy hade premiär på Royal Court Theatre i London 1978, i regi av Bill Alexander och med bland andra Phil Daniels. Pjäsen blev en stor internationell framgång. 1981 regisserades Klassen Feind av Peter Stein på Schaubühne am Lehniner Platz i Berlin, en föreställning som senare överfördes till film.  Klassfiende hade premiär på Kungliga Dramatiska Teatern 1982 i översättning av Håkan Bjerking och Klas Östergren, i regi av Håkan Bjerking och med bland andra Peter Stormare och Rolf Skoglund. Pjäsen har sedan spelats på ytterligare två svenska teatrar: 1982 spelades den både på Angereds Teater i regi av Ola Lindegren och på Malmö stadsteater i regi av Ronnie Hallgren.
Uppställning (Line 'Em, 1980) spelades på Angereds Teater 1983 i regi av Håkan Bjerking. 1985 spelades
Sanning och konsekvens (Sugar and Spice, 1980) på Stockholms stadsteater i översättning av Ragnar Strömberg och Jörgen Düberg, som även regisserade. Rollerna spelades av bland andra Stefan Sauk och Pia Johansson. Sanning och konsekvens spelades även av TV-teatern 1987 i regi av Ronnie Hallgren. Country Dancing hade premiär 1986 på Royal Shakespeare Company i Stratford-upon-Avon i regi av Bill Alexander. 1994 spelades den in av Radioteatern under titeln Det var en dans. För översättningen stod Staffan Holmgren, Peter Stormare regisserade och i rollerna märktes bland andra Sissela Kyle.
Som många i sin generation av brittiska dramatiker skildrade Nigel Williams på 1980-talet England ur ett rasande underklassperspektiv. Som manusförfattare har han vidgat sina ämnesval. Bland Nigel Williams många TV-manus kan nämnas Elizabeth I från 2005 i regi av Shekhar Kapur och med Helen Mirren i titelrollen. För detta manus nominerades Williams till Emmy Award.